# برگ‌پوش جردان
برگ‌پوش جردان (نام علمی: Chloropsis jerdoni) نام یک گونه از خانواده برگ‌پوش است.